# 藤田彩
藤田 彩（ふじた あや、1988年11月26日 - ）は、日本の女性声優、歌手。アーツビジョン所属。兵庫県神戸市出身。

## 来歴
日本ナレーション演技研究所卒業。

## 人物
趣味はカラオケ、映画鑑賞、音楽鑑賞、ショッピング。特技はヴァイオリン、テニス、マッサージ。
方言は関西弁、神戸弁。

## 出演
太字はメインキャラクター。

### テレビアニメ
2012年
- あらしのよるに（ルミ、鳥2）

2013年
- 名探偵コナン（2013年 - 2014年、大尉）

2014年
- クレヨンしんちゃん（園児A）

2015年
- 櫻子さんの足下には死体が埋まっている（マナ）

2016年
- ドラえもん（テレビ朝日版第2期）（男児A）
- ラブライブ!サンシャイン!!（女子生徒）

2019年
- サークレット・プリンセス（山内クリスティ）

### 劇場アニメ
- すずめの戸締まり（2022年）

### ゲーム
2012年
- わグルま!（メリジム、ジャック・ラン）

2013 年
- エンゲージナイツ〜新約英雄大戦〜（ダーウィン/ダンテ）

2014年
- コアマスターズ（ぽぽりん）
- 真・三國無双7 Empires（エディット音声〈女・無邪気4、古風4〉）
- マジカ★マジカ（楠木小鳥）
- 妖怪百姫たん!（すねこすり）

2015年
- ぎゃる☆がん だぶるぴーす（くろな）
- 激突!ブレイク学園（棚鳥栖鎌枝）
- バトルフィールド ハードライン（デューン・アルパート）
- 封印勇者!マイン島と空の迷宮（ラピピ、イルマ、ピピン、アミダ）

2016年
- アルテイルクロニクル（ミラ）
- ブレイジング オデッセイ
- モンスター娘のいる日常オンライン（アクティア・ティエラ）

2017年
- AKIBA'S TRIP Festa!（神尾紫衣奈）
- デスティニーチャイルド（訪問者マーリン）

2018年
- ぎゃる☆がん2（悪魔くろな）

2022年
- 白き鋼鉄のX2（くろな） - DLC追加キャラクター

2023年
- グリム・ガーディアンズ デーモンパージ（くろな）

2024年
- カルドアンシェル（ブリッツ・アイアンクレスト、くろな）

### ドラマCD
- わグルま! ドラマCD Vol.1 まかいそうせい（2013年）[23]
- 蒼き雷霆 ガンヴォルト 爪 機械仕掛けの儚夢（2016年）

### BLCD
- いただきます、ごちそうさま（2016年、女性客）

### 吹き替え

#### 映画
- X-MEN:フューチャー&パスト（2014年、スチュワーデス）
- スーパーマン（2014年）※テレビ朝日旧録版のWOWOW追加収録部分
- 帰ってきたMr.ダマー バカMAX!（2016年、ペニー〈レイチェル・メルヴィン〉）

#### ドラマ
- サム&キャット（2014年）
- ジェシー! #63「お嬢様はモンスター」（2014年、ウェンディ）
- 名探偵ポワロ #68「死者のあやまち」（2014年、ガーティー・タッカー）※NHK版
- NCIS:LA 〜極秘潜入捜査班 シーズン4（2017年、リサ、ウェイトレス）
- ゲットダウン（2017年、ヨランダ・キプリング）

### アニメ
- ミッキーマウス!（親ウサギ、くつ）

### イベント
- INTI CREATES FAN FESTA 2015 INTI CREATES FAN MEETING[24][25]

### ナレーション
- バンダイ「オリケシ」テレビCM

### パチスロ
- CR地獄少女